# Avenantia kruuvleieusis
Avenantia kruuvleieusis — вид нессавцевих терапсид. Вид існував у середній пермі . Скам'янілі рештки знайдені лише у Південній Африці. Деякі дослідники вважають, що під цим ім'ям описані молоді особини мосхопса.